# Jakkó László
Szalárdi Jakkó László (Batiz, 1781. – Adorján, 1833. április 15.) katonaíró, huszárkapitány.

## Életpályája
Debrecenben tanult a református kollégiumban. Ezután katona lett. 1804-ben huszár hadnagy, később a Stipsits huszárezredben főhadnagy, majd huszárkapitány volt. Egy kötet tábori dalokat és beszédeket szándékozott kiadni 1814-ben, «hogy a magyar katona magyar hadi énekek által gyúljon csatára», mely azonban nem jelent meg. 
Nevét Jakó-nak is írják, előnevét pedig maga zalárdinak írta.

## Művei
- Az új haditudomány lelke (Pest, 1809)
- Jakkó László hadtudományi munkái; szerk. Süli Attila; Ludovika Egyetemi, Budapest, 2021 (Pro militum artibus)